# Ricks Road
Ricks Road è il terzo album in studio del gruppo musicale scozzese Texas, pubblicato il 1º novembre 1993.

## Tracce
1. So Called Friend – 3:42
2. Fade Away – 3:05
3. Listen to Me – 5:04
4. You Owe It All to Me – 3:42
5. Beautiful Angel – 3:22
6. So in Love with You – 4:45
7. You've Got to Live a Little – 3:16
8. I Want to Go to Heaven – 3:26
9. Hear Me Now – 4:12
10. Fearing These Days – 4:19
11. I've Been Missing You – 3:16
12. Winters End – 4:20

## Formazione
- Sharleen Spiteri – voce, chitarra
- Ally McErlaine – chitarra
- Johnny McElhone – basso
- Eddie Campbell – piano, organo, cori
- Richard Hynd – batteria, percussioni